# S-IC
Le S-IC (prononciation : /ɛs-œ̃-se/) était le premier étage du lanceur américain géant Saturn V du programme Apollo, destiné à envoyer des hommes sur la surface de la Lune, puis du lanceur dérivé Saturn INT-21 pour la mise en orbite de Skylab. Il a été assemblé par la compagnie Boeing.
Monstre de puissance, le S-IC est propulsé par cinq moteurs F-1. Il développe une poussée de 33,85 méganewtons (soit 3 452 tonnes-force) pendant les 150 secondes de vol prévues. Allumé sur le pas de tir de la base de lancement de Cap Canaveral, il atteint 61 km d'altitude ainsi qu'une vitesse de 8 790 km/h avant sa séparation du lanceur. Retombant en chute libre, sans parachute, il finissait par percuter l'océan atlantique à 640 km à l'est de la base de lancement de Cap Canaveral.

## Historique

### La genèse de l'étage S-IC
Le 25 mai 1961, jour du discours Special Message to the Congress on Urgent National Needs  du président des États-Unis, John F. Kennedy, annonce sa volonté d'envoyer un Américain poser le pied sur la Lune avant la fin des années 1960.
Durant l'année 1961, la définition des lanceurs de la famille Saturn varie de mois en mois. Ils correspondent aux différents scénarios pour les missions lunaires qui ne sont pas arrêtés :
- Rendez-vous en orbite terrestre (EOR : "Earth Orbit Rendez-vous")
- Rendez-vous en orbite circumlunaire (LOR : "Lunar Orbit Rendez-vous)
- Vol lunaire direct ("Direct Flight")

Ainsi, dans les derniers mois de 1961, plusieurs lanceurs lourds sont encore envisagés :
- Saturn C-4 puis Saturn C-5 : Ayant un premier étage basé sur 4 moteurs F-1 puis 5 moteurs F-1.
- Nova : Ayant un premier étage basé sur 8 moteurs F-1

L'ajout d'un moteur supplémentaire à la Saturn C-4, la transformant en Saturn C-5, est justifié par Wernher von Braun par l'augmentation constante du Module lunaire Apollo à chaque fois qu'il en discute avec le Centre Spatial de Houston.
Le 15 décembre 1961, la NASA sélectionne Boeing comme responsable de l'assemblage du premier étage S-IC du véhicule Saturn C-5. Le contrat, d'un montant de 300 millions de dollars, s'étend jusqu'en 1966. Il prévoit le développement, la construction et les essais de 24 unités. L'assemblage se fera à l'usine Centre d'assemblage de Michoud (communément appelé Michoud ou par son acronyme MAF) de la NASA, près de la Nouvelle-Orléans.
Le 21 décembre 1961, la NASA décide de produire industriellement le lanceur Saturn C-5. Ce choix permet une certaine flexibilité pour les missions lunaires. En effet, il pouvait servir pour tous les scénarios de missions lunaires avec une ou deux C-5.

### De la conception au lancement de l'industrialisation

#### L’intégration entre les équipes de la NASA et celles de Boeing

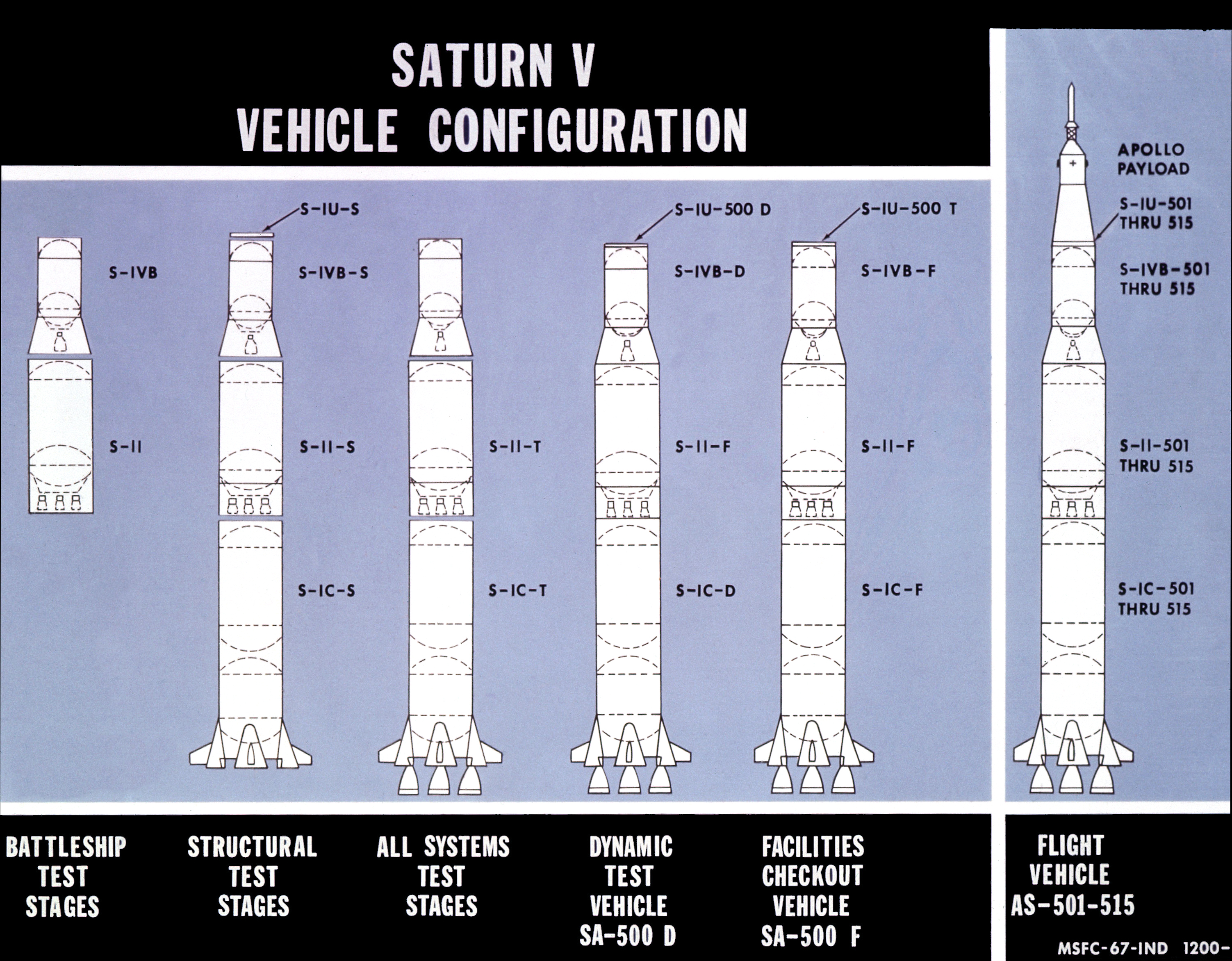
Présentation des différentes versions d'essai

Le Marshall Space Flight Center (MSFC) possède historiquement de grandes compétences en matière de R&D, de construction de prototypes et de gestion technique dans le domaine des lanceurs (V-2, Redstone, Jupiter et Saturn I). Avant la signature du contrat en décembre 1961, les ingénieurs de Boeing travaillent déjà au coude à coude avec ceux du MSFC pour finaliser la conception du premier étage.
À l'été 1962, Boeing compte près de 500 ingénieurs et techniciens travaillant sur le site du MSFC et 600 autres installés à proximité dans le centre-ville de Huntsville. Boeing prépare la production avec 450 personnes sur le site de Michoud.
Dès le départ, Boeing vient ajouter son expertise dans plusieurs domaines :
- À Seattle (Washington), siège de la société Boeing : soutien technique et la recherche pour Saturn, dont les études en soufflerie et autres données techniques spécialisées.
- À Wichita (Kansas) : Production de l'outillage lourd nécessaire à l'assemblage du S-IC. Production des pièces et sous-ensembles utilisés pour l'assemblage.
- À Michoud : préparation des opérations de fabrication et équipe de direction de la « Saturn Booster Branch » de Boeing.

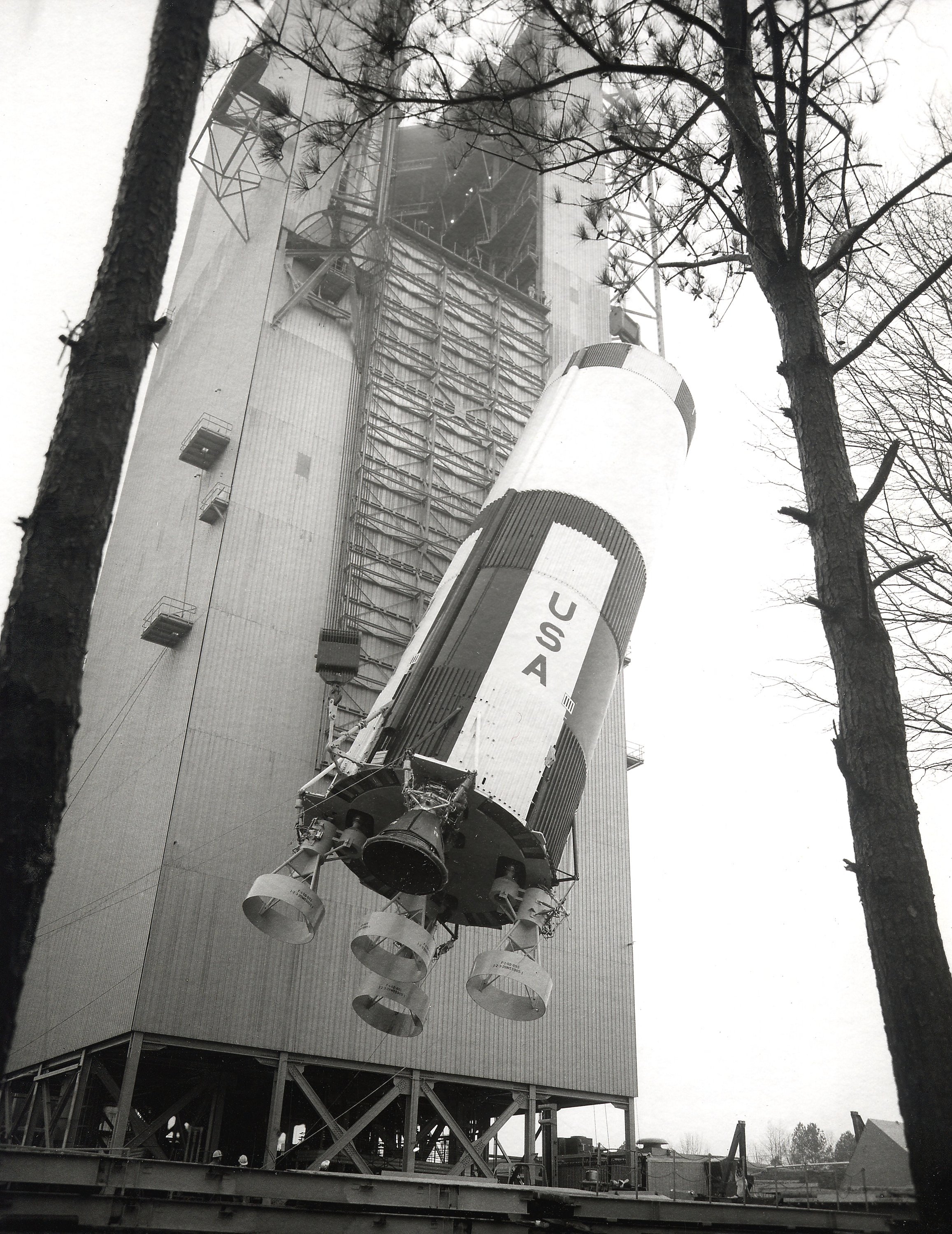
Installation du S-IC-D (1 moteur réel et 4 factices) dans le bâtiment d'essais dynamiques du MSFC.

Le contrat initial de Boeing va être modifié à plusieurs reprises jusqu'au 20 décembre 1963. Les modifications suivantes sont apportées pour les trois premiers étages d'essai ainsi que les deux premiers étages de production,, :
- la responsabilité de production est transférée de Boeing au MSFC
- le lieu de fabrication est transféré de Michoud (MAF) au MSFC
- le lieu des tests statiques est transféré du Mississippi Test Facility (MTF) au MSFC

Trois raisons expliquent ces modifications :
1. Assurer la transition entre la conception et la production en définissant, mettant en œuvre puis validant les procédures de fabrication.
2. Permettre au MSFC de continuer à capitaliser de l'expérience sur ses ingénieurs notamment sur les procédures de production.
3. Avancer les dates de livraison de ces cinq unités le temps que les nouveaux bâtiments nécessaires à la production au MAF et que les nouvelles structures de tests au MTF soient construits.

#### La production des premières unités

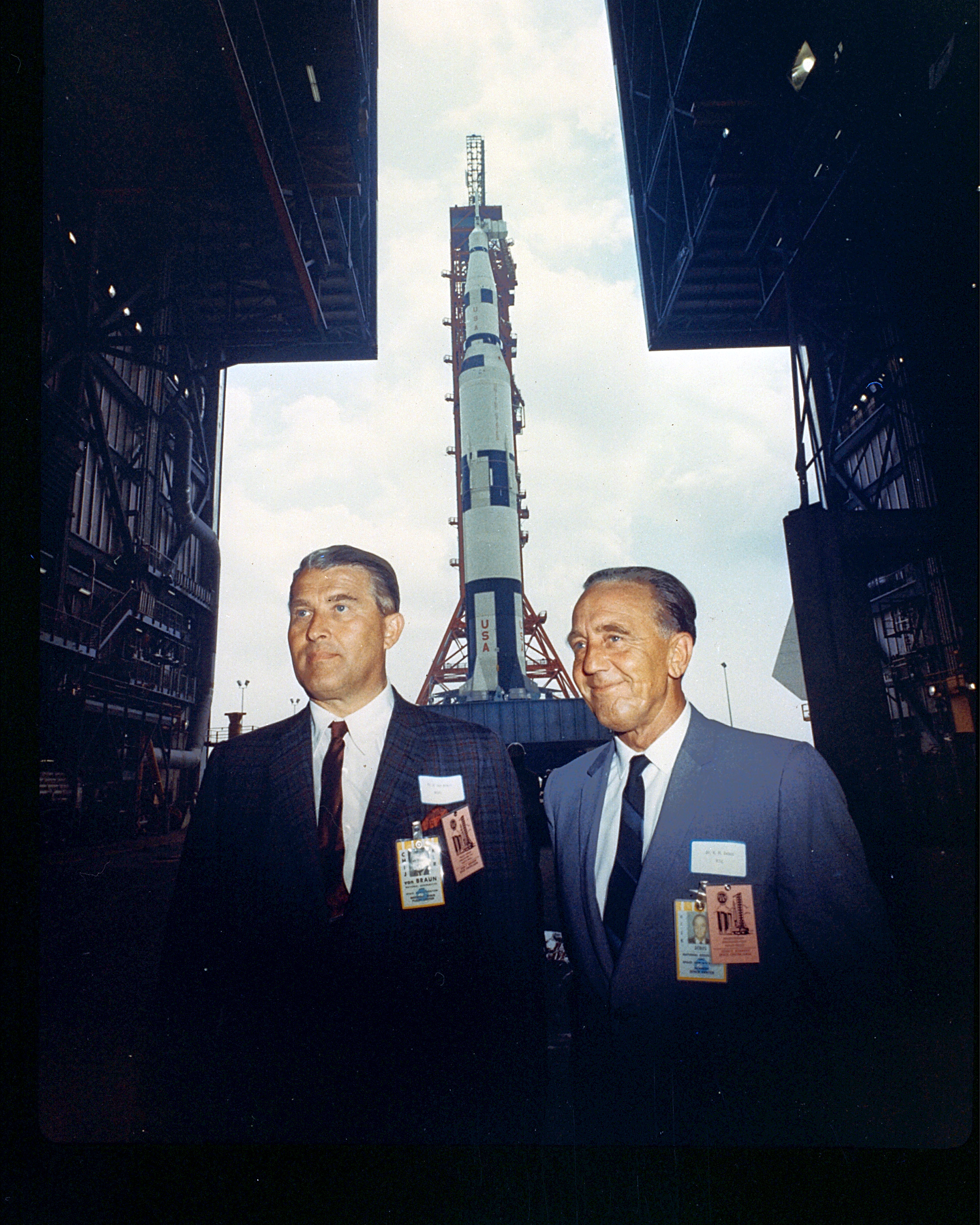
Wernher von Braun et Kurt Debus (directeur du KSC) devant la maquette Saturn 500F incluant l'étage S-IC-F.
Photo prise le 25 mars 1966 lors du transport vers le pas de tir 39A.

MSFC construit les trois premiers étages d'essai. Ceux-ci avaient des configurations et objectifs très différents :
- S-IC-T : surnommé le « T-bird », il est utilisé pour les tests de poussée et d'utilisation des moteurs. Il est doté de moteurs réels ou factices en fonction des besoins de tests d'allumage et de poussée.
- S-IC-S : utilisé pour des tests structurels sur le corps de l'étage. Tenue des réservoirs aux pressions de remplissage, vidage et pressurisation. Il est prévu sans moteurs réels.
- S-IC-F : Maquette servant de gabarit. Permet de valider que les différentes manutentions nécessaires pour le transport (voie, barges, chargement et déchargement), pour l'assemblage jusqu'à la mise en place sur le pas de tir sont correctement dimensionnées par rapport à la taille de l'étage. Ce démonstrateur est prioritairement affecté au KSC. Il est produit sans moteurs.

Pendant que les étages S-IC-1 et S-IC-2 de vol sont construits au MSFC, les outils et procédures utilisées sont transférés vers Michoud. Boeing commence à produire le quatrième étage d'essai :
- S-IC-D : utilisé pour des tests dynamiques : tenue aux différentes forces s’exerçant pendant l'assemblage et le vol. Il sera utilisé exclusivement au MSFC afin de déterminer l'emplacement optimal des capteurs de vol. Il est équipé d'un moteur réel et de quatre moteurs factices.

Le travail de Boeing à Michoud est de produire en série les différentes unités. Comme chaque unité nécessite plus de 14 mois de travail, celles-ci sont produites simultanément. Les étages S-IC-1, S-IC-2 et S-IC-3 seront testés et qualifiés au MSFC en test de poussée statique. Les étages ultérieurs seront testés au MFT.

#### Utilisation des premiers étages d'essais

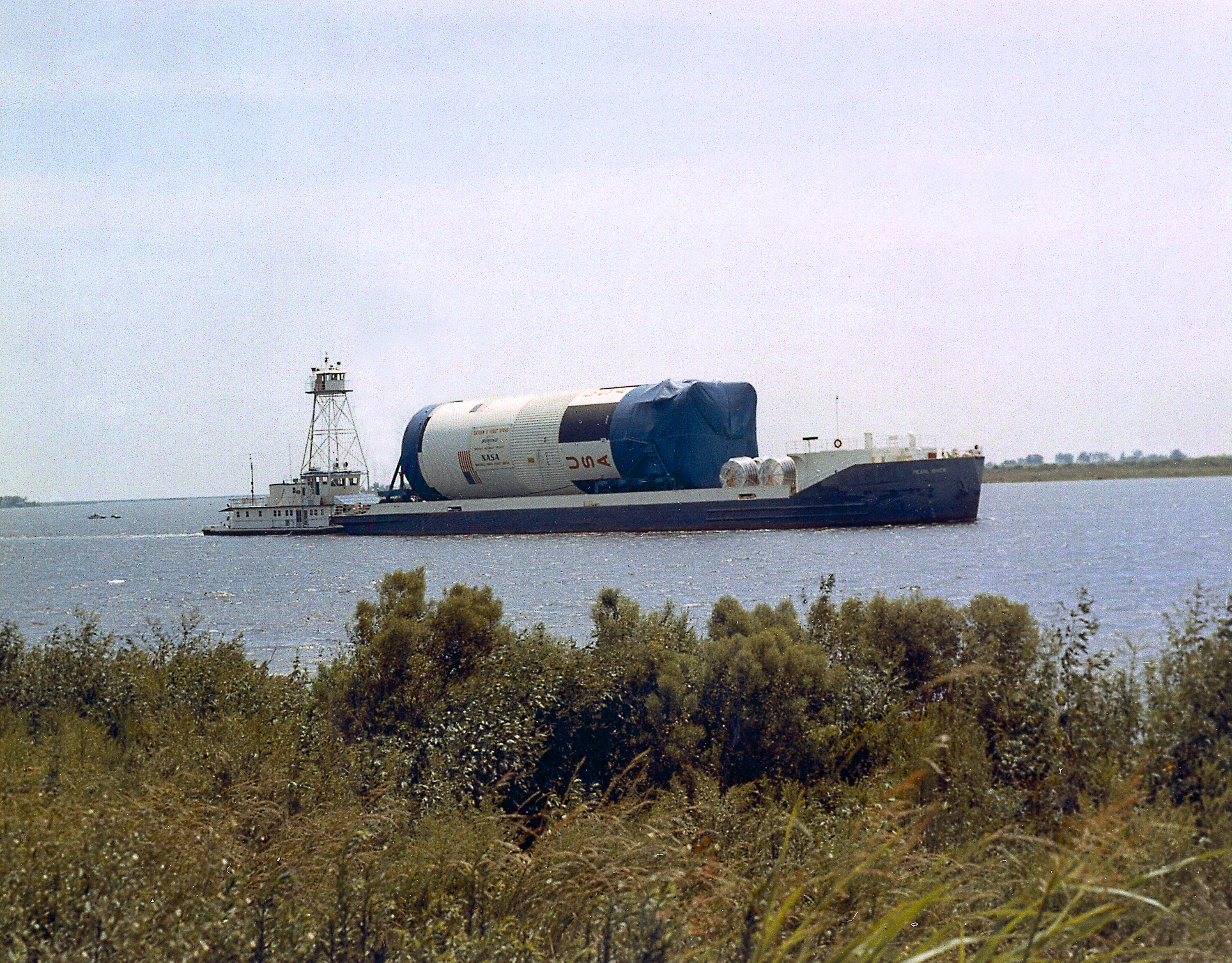
Convoyage par barge sur le Mississippi d'un étage S-IC revenant du MTF

Le 1er mars 1965, le S-IC-T est complètement assemblé au MSFC. Il est transféré sur le banc d'essai statique du site puis un premier allumage d'un moteur du S-IC-T est effectué le 9 avril 1965. Le 16 avril, les cinq moteurs sont allumés simultanément pendant 6,5 secondes puis le 5 août 1965, un allumage de 143,6 secondes du S-IC-T est réalisé avec succès.
Le 21 juin 1966, le S-IC-S est utilisé une dernière fois au MSFC pour un test statique montrant l'intégrité des réservoirs sous une pression à 140 % de celle attendue en vol. L'intégralité des campagnes de tests l'utilisant auront été effectuées au MSFC.
Le 7 février 1966, l'étage S-IC-F arrive au Centre spatial Kennedy. Il est amené dans le Bâtiment d'assemblage vertical dans lequel il est assemblé avec les autres étages à compter du 15 mars 1966. La maquette de lanceur ainsi créé sera déplacée sur la pas de tir 39A du KSC à compter du 25 mai 1966. Elle y restera jusqu'à mi-octobre 1966.
Le 13 octobre 1965, le S-IC-D arrive depuis Michoud au MSFC. Le 13 janvier 1966, il sera installé dans le bâtiment d'essais dynamiques du MSFC dans lequel il subira 450 heures d'essais jusqu'au printemps 1967.

### Industrialisation et utilisation des étages de vol
Les étages de vol sont produits en série et testés sur les sites indiqués dans le tableau ci-dessous. Ils sont ensuite envoyés par barge vers le Centre spatial Kennedy où ils sont assemblés pour former le lanceur Saturn V.
| Numéro de série | Mission (N° du lanceur) | Date d'arrivée au KSC | Début d'assemblage au KSC | Lieu de fabrication et de tests              |
| --------------- | ----------------------- | --------------------- | ------------------------- | -------------------------------------------- |
| S-IC-1          | Apollo 4 (SA-501)       | 12 septembre 1966     | 27 octobre 1966           | Fabrication MSFC. Test : MSFC.               |
| S-IC-2          | Apollo 6 (SA-502)       | 3 mars 1967           | 29 mars 1967              | Fabrication : MSFC. Test : MSFC.             |
| S-IC-3          | Apollo 8 (SA-503)       | 27 décembre 1967      | 30 décembre 1967          | Fabrication : Boeing à Michoud. Test : MSFC. |
| S-IC-4          | Apollo 9 (SA-504)       | 30 septembre 1968     | 1er octobre 1968          | Fabrication : Boeing à Michoud. Test : MTF.  |
| S-IC-5          | Apollo 10 (SA-505)      | 27 novembre 1968      | 30 novembre 1968          | Fabrication : Boeing à Michoud. Test : MTF.  |
| S-IC-6          | Apollo 11 (SA-506)      | 20 février 1969       | 21 février 1969           | Fabrication : Boeing à Michoud. Test : MTF.  |
| S-IC-7          | Apollo 12 (SA-507)      | 3 mai 1969            | 7 mai 1969                | Fabrication : Boeing à Michoud. Test : MTF.  |
| S-IC-8          | Apollo 13 (SA-508)      | 16 juin 1969          | 18 juin 1969              | Fabrication : Boeing à Michoud. Test : MTF.  |
| S-IC-9          | Apollo 14 (SA-509)      | 11 janvier 1970       | 14 janvier 1970           | Fabrication : Boeing à Michoud. Test : MTF.  |
| S-IC-10         | Apollo 15 (SA-510)      | 6 juillet 1970        | 8 juillet 1970            | Fabrication : Boeing à Michoud. Test : MTF.  |
| S-IC-11         | Apollo 16 (SA-511)      | 17 septembre 1971     | 21 septembre 1971         | Fabrication : Boeing à Michoud. Test : MTF.  |
| S-IC-12         | Apollo 17 (SA-512)      | 11 mai 1972           | 15 mai 1972               | Fabrication : Boeing à Michoud. Test : MTF.  |
| S-IC-13         | Skylab 1 (SA-513)       | 26 juillet 1972       | 2 aout 1972               | Fabrication : Boeing à Michoud. Test : MTF.  |
| S-IC-14         | Inutilisé               | Inutilisé             | Inutilisé                 | Fabrication : Boeing à Michoud. Test : MTF.  |
| S-IC-15         | Inutilisé               | Inutilisé             | Inutilisé                 | Fabrication : Boeing à Michoud. Test : MTF.  |

## Caractéristiques
Comme les premiers étages de la plupart des fusées, la majeure partie de sa masse, de plus de deux mille tonnes au lancement, était dédiée aux ergols alimentant la propulsion de la fusée, en l'espèce d'un carburant RP-1 (un dérivé du kérosène) et d'un comburant, l'oxygène liquide (LOX). Il mesurait 42 mètres (138 ft) de haut et 10 mètres (33 ft) de diamètre, et produisait une poussée de 33 000 kN (environ 3 365 tonnes) pour propulser la fusée pendant les 68 premiers kilomètres de son ascension.

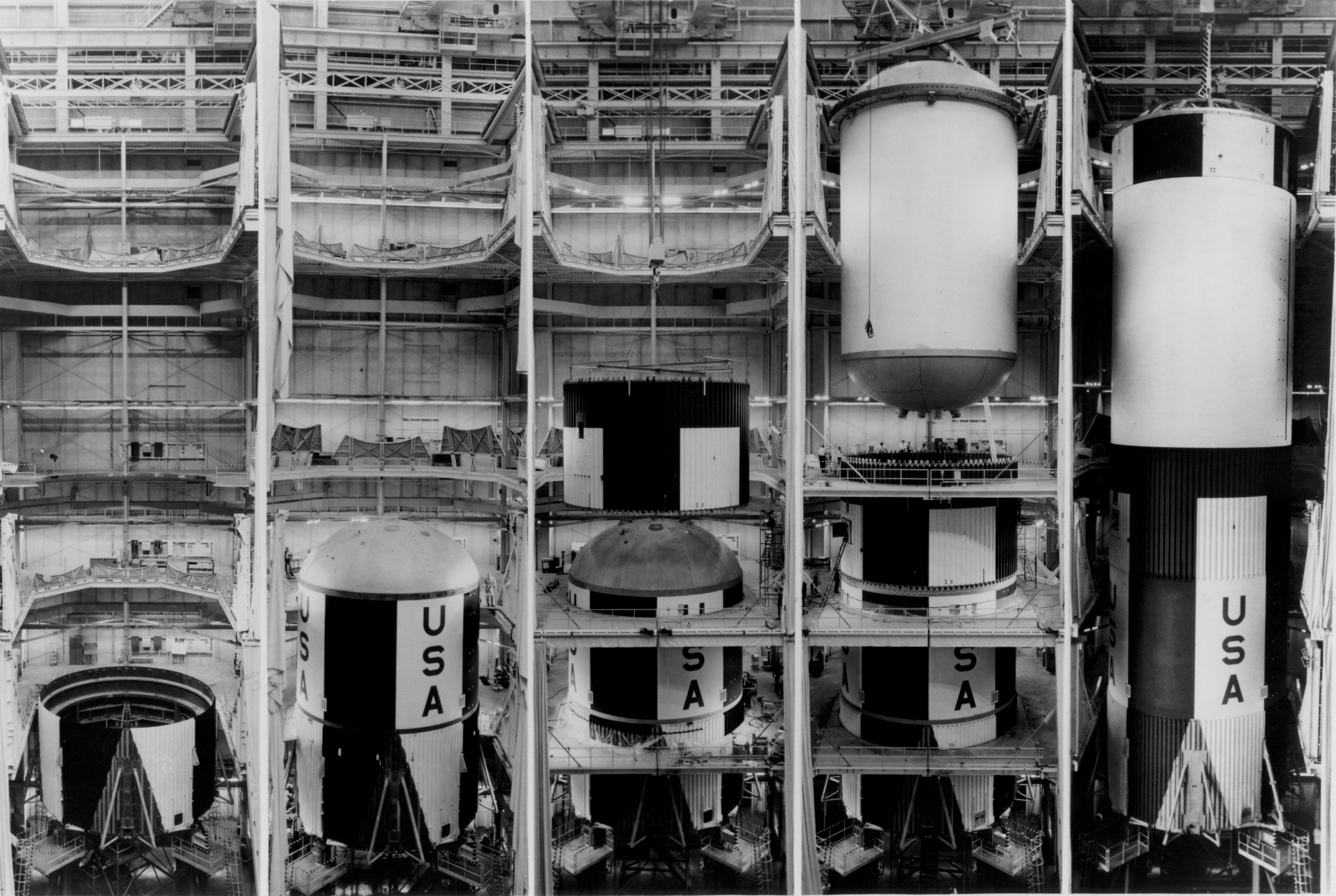
Fabrication d'un étage S-IC sur une durée de trois mois à Michoud.

À titre d'exemple, lors de la mission Apollo 11, le premier étage avait une masse totale de 2 278 689 kg, dont 130 422 kg d'étage sec (5,72 %) et 2 145 798 kg d'ergols (94,17 %).
Parmi les cinq moteurs F-1, le central était fixe, tandis que les quatre sur le pourtour extérieur pouvaient être orientés pour contrôler la trajectoire de la fusée pendant son vol. Cette orientation, pouvant atteindre 6°, était possible car les moteurs étaient installés sur des cardans à deux degrés de mobilité et asservis à des vérins hydrauliques utilisant le RP-1 sous pression pour fonctionner.

## Composants

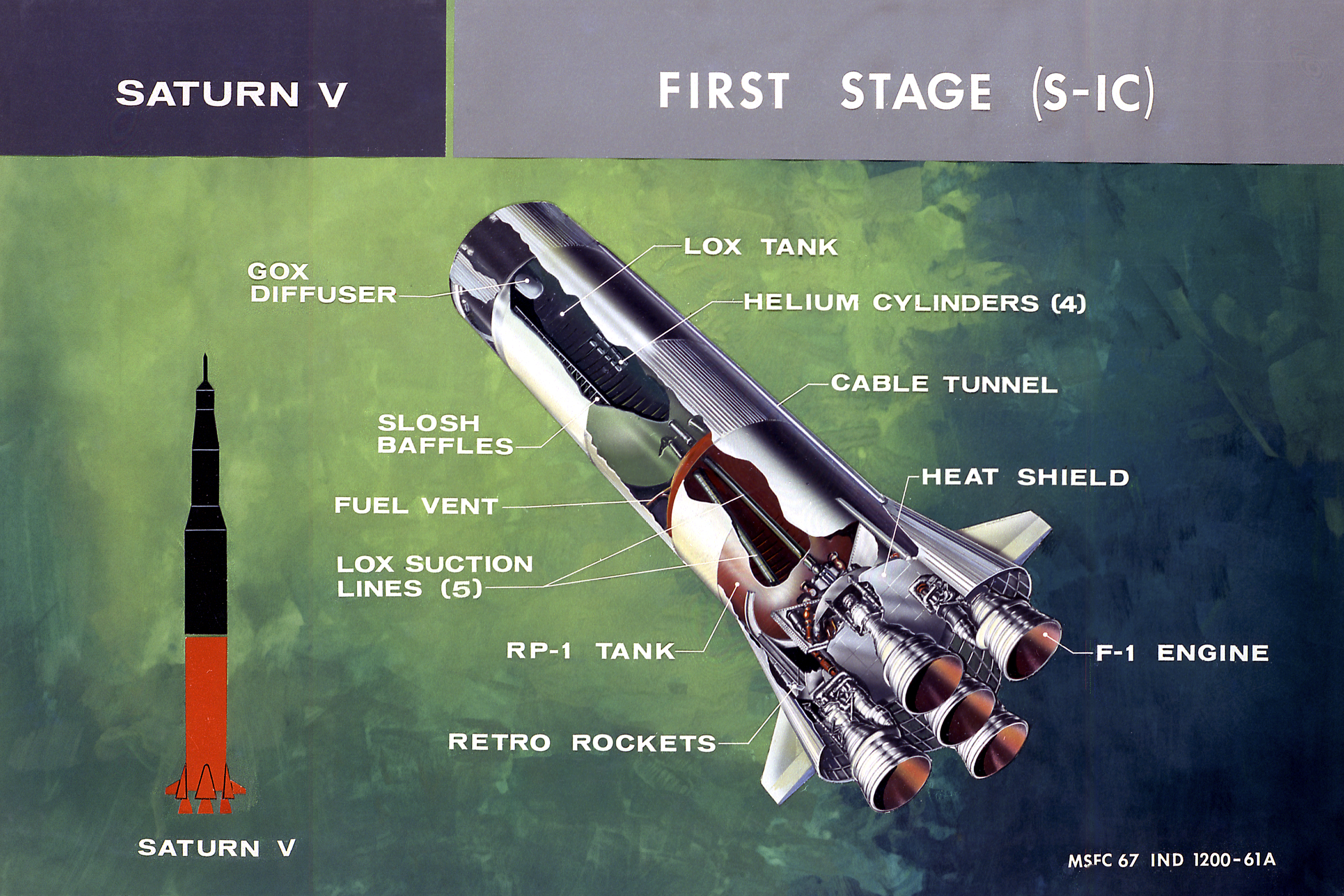
Vue en coupe du S-IC.

La partie la plus lourde et la plus grande du S-IC était la structure de poussée, particulièrement massive, pesant 21 tonnes (à comparer avec la masse totale à vide de 136 tonnes de l'étage entier). Constituée de quatre longerons, reliés par deux poutres assemblées en croix, et de deux cadres circulaires, elle a été conçue pour soutenir la poussée des cinq moteurs et la redistribuer de manière uniforme sur la base de la fusée. Il y avait également quatre ancres qui soutenaient et retenaient la fusée lorsqu'elle développait sa poussée maximale au décollage. Ces pièces, qui permettaient aux moteurs de stabiliser leur combustion avant de laisser s'élever la fusée, furent parmi les plus grandes pièces forgées en aluminium produites aux États-Unis à l'époque. Elles mesuraient 4,3 m de long pour une masse de 816 kg. Les quatre ailerons de stabilisation, placés sur les carénages enveloppant les moteurs périphériques, étaient conçus pour résister à une température de 1 100 °C.

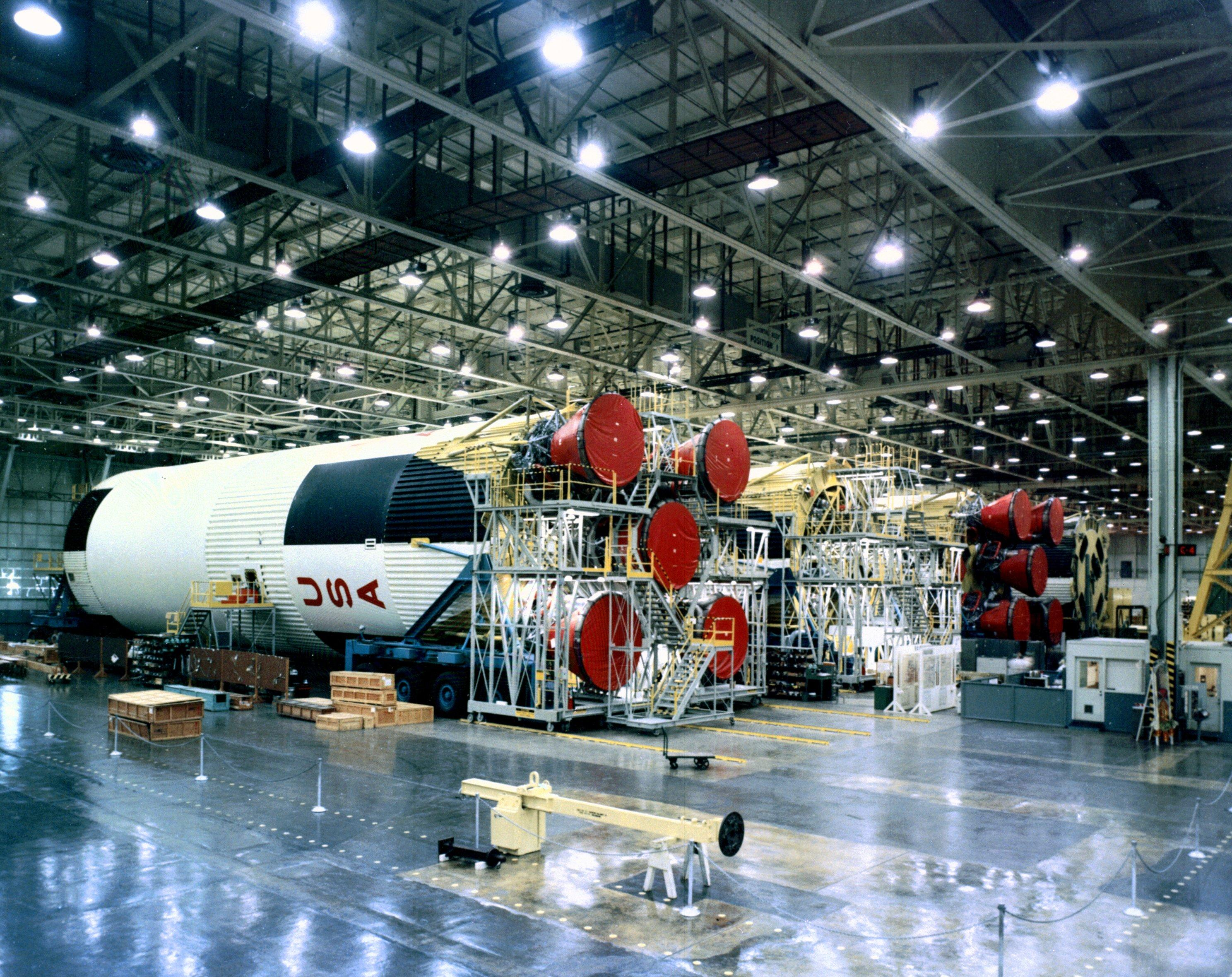
Les étages de Saturn V S-1C-10, S-1C-11, et S-1C-9 au Michoud Assembly Facility.

Au-dessus de la structure de poussée se trouvait le réservoir de carburant, contenant 770 000 litres de RP-1. Le réservoir lui-même avait une masse de 11 tonnes et pouvait libérer un volume de 7 300 litres de carburant par seconde. De l'azote était insufflé dans le réservoir avant le lancement pour brasser le carburant. Au cours du vol, le carburant était pressurisé en utilisant de l'hélium, qui était stocké dans des réservoirs placés à l'intérieur du réservoir d'oxygène liquide positionné au-dessus. Ce dernier était séparé du réservoir de RP-1 par une structure.

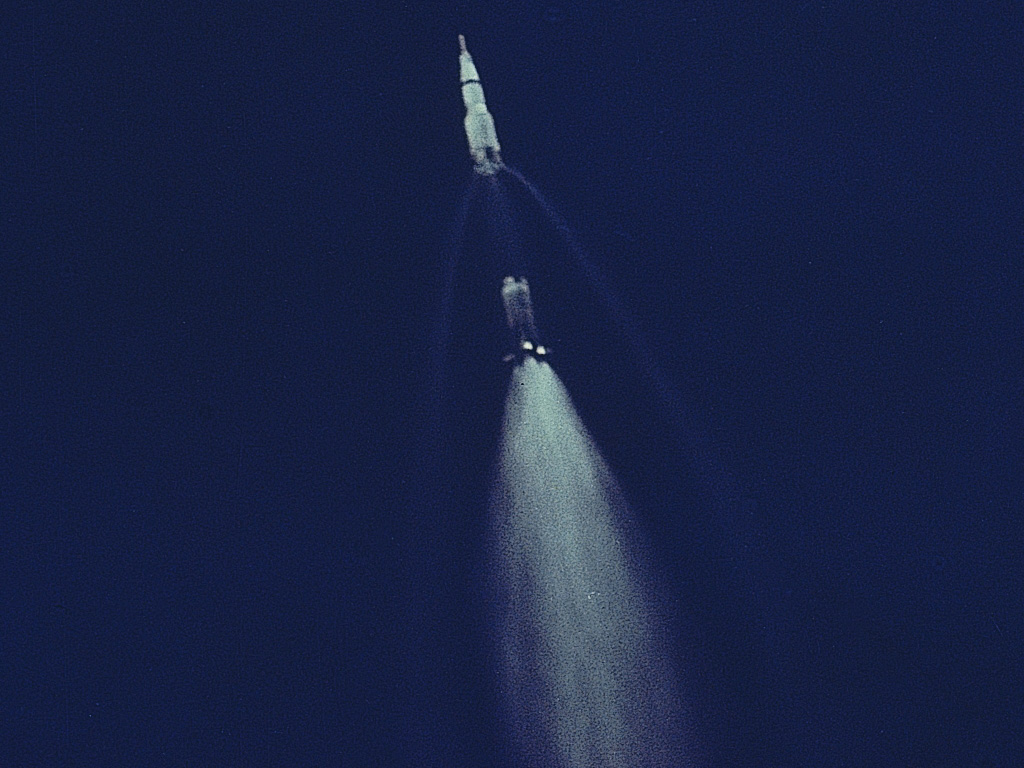
Séparation du S-IC d'Apollo 11.

Le réservoir d'oxygène liquide avait une capacité de 1 204 000 litres et avait soulevé des questions particulières pour son concepteur. Les conduits par lesquels le LOX passait vers les moteurs devaient être droits et devaient donc passer par le réservoir de carburant. Cela signifiait qu'il fallait isoler ces conduits dans un tunnel, pour arrêter la congélation du carburant à l'extérieur, et signifiait également la création de cinq trous supplémentaires dans le haut du réservoir de carburant.
Deux rétrofusées à carburant solide étaient situées à l'intérieur de chacun des quatre carénages coniques des moteurs périphériques. À la séparation du S-IC, les huit rétrofusées étaient mises à feu, soufflant les parties amovibles des carénages avant des ailerons, et éloignant le S-IC du reste du lanceur, alors que les moteurs du deuxième étage S-II étaient allumés.

## Fonctionnement au cours d'une mission
Le premier étage fonctionne durant 150 s (2 min 30 s) en brûlant 2 000 tonnes d'ergols. Lorsque le second étage prend le relais, la fusée se trouve à une altitude de 61 km et sa vitesse est de 8 600 km/h.
La séquence d'allumage du 1er étage débute 8,9 s avant le lancement proprement dit. Le moteur F-1 central s'allume en premier, suivi par les deux paires de moteurs symétriques, avec un décalage de 300 ms entre chaque paire pour réduire les efforts mécaniques appliqués sur la fusée. Une fois que les ordinateurs ont confirmé que les moteurs ont atteint leur poussée maximale, la fusée est relâchée en douceur en deux étapes : les bras qui maintiennent la fusée se déverrouillent pour la libérer puis, tandis que le lanceur commence à s'élever au-dessus du sol, des fixations métalliques accrochées à travers des fentes à la fusée se déforment progressivement jusqu'à relâcher complètement le lanceur. Cette phase du lancement dure une demi-seconde. Lorsque la fusée est complètement relâchée, le lancement ne peut plus être interrompu, même si un moteur a un fonctionnement défectueux. Il faut environ 12 s à la fusée pour s’élever au-dessus de la tour de lancement. Une fois que celle-ci est dépassée, le lanceur Saturn V pivote pour s'éloigner suffisamment de la zone de tir en cas de vents contraires ou de panne moteur.
Par précaution, les quatre moteurs périphériques sont inclinés vers l’extérieur, de manière que si un moteur venait à s'arrêter, la poussée des moteurs restants soit dirigée vers le centre de gravité de la fusée. Saturn V accélère rapidement, atteignant la vitesse de 500 m/s à 2 km d'altitude. La priorité de la phase préliminaire du vol est de prendre de l'altitude, le critère de vitesse venant plus tard. 135,5 secondes après le décollage, le moteur central s’éteint pour réduire les contraintes structurelles sur la fusée liées à l’accélération. En effet, cette dernière s'accroît au fur et à mesure que la fusée brûle ses ergols et s'allège. Or la poussée du moteur F-1 n'était pas modulable. 600 millisecondes après l'extinction du moteur, alors que la fusée a atteint une altitude de 62 km, le premier étage se sépare du lanceur. Il est ralenti dans sa course par huit petites rétrofusées à poudre, qui l'empêchent, alors qu'il est toujours propulsé, de télescoper le second étage qui n'avance plus que sur son inertie. Juste avant ce largage, l'équipage subit sa plus forte accélération, 4 g (soit 39 m/s2). Après sa séparation, le premier étage poursuit sa trajectoire ascendante jusqu'à une altitude de 110 km. En effet, les quatre moteurs F-1 périphériques continuent à fonctionner jusqu'à l’épuisement d'un des deux ergols, mesuré par des capteurs placés dans les systèmes d'alimentation situés dans les réservoirs. Puis le premier étage retombe dans l'océan Atlantique, à environ 560 km du pas de tir.

## Étages construits
| Numéro de série | Utilisation                                        | Date de lancement                                  | Localisation actuelle                                                    | Notes |
| --------------- | -------------------------------------------------- | -------------------------------------------------- | ------------------------------------------------------------------------ | --- |
| S-IC-T          | Démonstrateur utilisé pour les essais statiques.   | Démonstrateur utilisé pour les essais statiques.   | Centre spatial Kennedy, Apollo/Saturn V Center, Merritt island, FL, USA  | Fabriqué par les équipes du MSFC Contient 4 moteurs réels et un moteur factice.                                                                   |
| S-IC-S          | Démonstrateur utilisé pour les essais structurels. | Démonstrateur utilisé pour les essais structurels. | -                                                                        | Fabriqué par les équipes du MSFC |
| S-IC-F          | Démonstrateur utilisé comme maquette               | Démonstrateur utilisé comme maquette               | -                                                                        | Fabriqué par les équipes du MSFC A servi de gabarit pour valider les installations du KSC depuis l’assemblage jusqu'au pas de tir.                |
| S-IC-D          | Démonstrateur pour les essais dynamiques.          | Démonstrateur pour les essais dynamiques.          | U.S. Space & Rocket Center, Huntsville, AL, USA                          | Fabriqué par les équipes de Boeing à Michoud Contient deux moteurs réels et trois moteurs factices.                                               |
| S-IC-1          | Apollo 4                                           | 9 novembre 1967                                    | 30° 09′ 47″ N, 74° 21′ 14″ O                                             | Fabriqué par le MSFC |
| S-IC-2          | Apollo 6                                           | 4 avril 1968                                       | 30° 12′ 04″ N, 74° 18′ 50″ O                                             | Fabriqué par le MSFC ; portait des caméras sur la jupe avant                                                                                      |
| S-IC-3          | Apollo 8                                           | 21 décembre 1968                                   | 30° 12′ 14″ N, 74° 06′ 32″ O                                             | Fabriqué par Boeing (comme pour tous les étages ultérieurs) ; moins lourd que les précédents pour permettre 36 kg supplémentaires de charge utile |
| S-IC-4          | Apollo 9                                           | 3 mars 1969                                        | 30° 10′ 59″ N, 74° 14′ 17″ O                                             | |
| S-IC-5          | Apollo 10                                          | 18 mai 1969                                        | 30° 11′ 17″ N, 74° 12′ 25″ O                                             | Dernier vol pour S-IC R&D Instrumentation |
| S-IC-6          | Apollo 11                                          | 16 juillet 1969                                    | 30° 12′ 43″ N, 74° 02′ 17″ O                                             | |
| S-IC-7          | Apollo 12                                          | 14 novembre 1969                                   | 30° 16′ 23″ N, 73° 53′ 42″ O                                             | |
| S-IC-8          | Apollo 13                                          | 11 avril 1970                                      | 30° 10′ 37″ N, 74° 03′ 54″ O                                             | |
| S-IC-9          | Apollo 14                                          | 31 janvier 1971                                    | 29° 50′ 06″ N, 74° 02′ 31″ O                                             | |
| S-IC-10         | Apollo 15                                          | 26 juillet 1971                                    | 29° 25′ 12″ N, 73° 39′ 11″ O                                             | |
| S-IC-11         | Apollo 16                                          | 16 avril 1972                                      | 30° 12′ 25″ N, 74° 08′ 49″ O                                             | |
| S-IC-12         | Apollo 17                                          | 7 décembre 1972                                    | 28° 13′ 08″ N, 73° 52′ 41″ O                                             | |
| S-IC-13         | Skylab 1                                           | 14 mai 1973                                        | 34° 19′ 59″ N, 73° 21′ 14″ O                                             | Arrêt du moteur changé en 1-2-2 du 1-4 afin de réduire les charges sur l'Apollo Telescope Mount                                                   |
| S-IC-14         | Inutilisé                                          | Inutilisé                                          | Space Center Houston, Houston,TX, USA                                    | Prévu pour Apollo 18/19 |
| S-IC-15         | Inutilisé                                          | Inutilisé                                          | Stennis Space Center, INFINITY Science Center, comté de Hancock, MS, USA | Prévu pour Apollo 18/19 Prévu comme lanceur pour un Skylab B                                                                                      |